# Radio-télévision de Turquie
 (décembre 2024).
Si vous disposez d'ouvrages ou d'articles de référence ou si vous connaissez des sites web de qualité traitant du thème abordé ici, merci de compléter l'article en donnant les références utiles à sa vérifiabilité et en les liant à la section « Notes et références ».
La Radio-télévision de Turquie (en turc : Türkiye Radyo Televizyon Kurumu, abrégé en TRT, prononcé /tɛ.ɾɛ.tɛ/) est une société de télédiffusion diffusant ses programmes essentiellement en Turquie et dans plusieurs autres pays à minorités turques. Elle diffuse ses programmes en turc, en kurde (pour TRT Kurdî) et en arabe (pour TRT Arabi). Elle possède actuellement 13 chaînes de télévision et 6 radios.

## Historique
La TRT est créée par décret en mai 1964, contribuant à l'élaboration d'une société visant à diffuser des programmes télévisuels et des émissions de radio. 
C'est en 1965 que la première émission de radio est diffusée depuis Ankara, avec les résultats des élections législatives. En 1967, la radio diffuse sa première émission sportive. Durant la même année sont lancées les radios d'Erzurum et d'Izmir.
Le 31 janvier 1968 est lancée la première chaîne de télévision turque. Elle diffuse ses programmes depuis Ankara. La chaîne a pour ambition de développer sa diffusion sur tout le pays. Son objectif se concrétise en 1968 avec la première diffusion d'un match de football en direct, Karşıyaka Spor Kulübü contre İstanbulspor.
En 1972 sont diffusées les premières pages de publicités ainsi que son premier direct hors des frontières turques est réalisé à l'occasion des Jeux olympiques d’été à Munich.
Le commencement de la diffusion sept jours par semaine commence en 1974. La même année est lancée la radio « TRT 1 », diffusant ses programmes 24h/24. En 1975, la chaîne diffuse pour la première fois le Concours Eurovision de la Chanson, où la Turquie participe la première fois.
En 1982, les programmes commencent à être diffusés en couleur. Ils le seront 24 heures sur 24 sur l'ensemble de la Turquie dès 1984.
En 1986 est lancée TRT 2 ainsi que la diffusion en stéréo. En 1989, les chaînes TRT 3 et TRT GAP sont lancées. Le télétexte apparaît en 1990 sur toutes les chaînes en portant le nom de Telegün. La même année, TRT 4 et TRT INT sont lancées.
C'est en 1992 que TRT lance la chaîne TRT-Avrasya destinée aux turcophones habitant l'Europe et en Asie centrale. La chaîne est ensuite renommé TRT TÜRK et se sépare de TRT INT, qui reste comme unique chaîne destinée aux turcs vivant hors de Turquie.
En 2006 débute la diffusion numérique.
En 2008, trois nouvelles chaînes sont lancées : TRT Cocuk, chaînes consacrées à la jeunesse, TRT 6 qui diffuse en kurde pour les régions où la langue est beaucoup parlée ainsi que TRT 5 Anadolu, chaîne régionale.
Le 21 mars 2009, TRT INT laisse place à la chaîne TRT Avaz, la première étant transférée provisoirement sur le canal de TRT INT avec laquelle elle partage sa diffusion. Le 8 mai 2009, à 18 h, le canal partagé devient officiellement TRT-TÜRK et démarre ses émissions en tant que chaîne d'information continue. TRT INT cesse alors sa diffusion après 15 ans d'existence.
TRT lance 2 nouvelles chaînes courant 2009 : TRT Turizm Belgesel (chaîne thématique consacrée au tourisme et aux documentaires) et TRT MÜZIK (chaîne musicale).
Au cours du mois de mars 2010, TRT 2 devient TRT Haber et devient une chaîne d'info à part entière. TRT Arapça, déclinaison arabe des programmes de TRT est lancée le 4 avril 2010.
Le 15 juillet 2016, les chaînes de radio et de télévision de la TRT cessent d'émettre en raison d'une tentative de coup d'état en Turquie. Le site internet de la société subit également le même sort. Elles reprennent leur signal quatre heures plus tard.

### Identité visuelle
Le logo de la société change en 2001, lors de son 33e anniversaire.

Logo de TRT de 1990 à 2001
Logo de TRT de 2001 à 2012
Logo de TRT depuis 2018

## Activités
Actuellement, les programmes de TRT sont visibles sur tout le territoire de la Turquie. De plus, les Turcs d'Europe peuvent regarder ces chaînes par l'intermédiaire du satellite Türksat.
La société possède 15 chaînes de télévision ainsi que 6 radios, qui diffusent en 27 langues dans le monde entier et s'adressent aux turcophones.

### Télévision
| Logo | Chaîne                                                                                           | Date de création  | Actionnaires |
| ---- | ------------------------------------------------------------------------------------------------ | ----------------- | ------------ |
|      | TRT 1 (HD) Chaîne généraliste nationale                                                          | 31 janvier 1968   | 100 % TRT    |
|      | TRT 2 (HD) Chaîne thématique nationale consacrée à l'art et la culture                           | 15 septembre 1986 | 100 % TRT    |
|      | TRT 3 (HD) Chaîne thématique nationale consacrée aux sports                                      | 2 octobre 1989    | 100 % TRT    |
|      | TRT 4K (UHD) Chaîne thématique nationale consacrée aux retransmissions sportives diffusés en UHD | 19 février 2015   | 100 % TRT    |
|      | TRT Arabi (HD) Chaîne thématique internationale d'informations en continu en langue arabe        | 4 avril 2010      | 100 % TRT    |
|      | TRT Avaz (HD) Chaîne généraliste internationale destinée au monde turcique                       | 21 mars 2009      | 100 % TRT    |
|      | TRT Belgesel (HD) Chaîne thématique nationale consacrée aux documentaires                        | 17 octobre 2009   | 100 % TRT    |
|      | TRT Çocuk (HD) Chaîne thématique nationale consacrée aux programmes pour enfants                 | 24 octobre 2008   | 100 % TRT    |
|      | TRT Haber (HD) Chaîne thématique nationale d'informations en continu                             | 18 mai 2010       | 100 % TRT    |
|      | TRT Kurdî (HD) Chaîne généraliste locale en langue kurde                                         | 1er janvier 2009  | 100 % TRT    |
|      | TRT Müzik (HD) Chaîne thématique nationale consacrée à la musique                                | 16 novembre 2009  | 100 % TRT    |
|      | TRT Spor (HD) Chaîne thématique nationale consacrée aux sports                                   | 9 août 2010       | 100 % TRT    |
|      | TRT Spor Yıldız (HD) Chaîne thématique nationale consacrée aux sports                            | 21 septembre 2019 | 100 % TRT    |
|      | TRT Türk (HD) Chaîne généraliste internationale                                                  | 27 avril 1992     | 100 % TRT    |
|      | TRT World (HD) Chaîne thématique internationale d'informations en continu en langue anglaise     | 30 juin 2015      | 100 % TRT    |

### Radio
| Logo | Radio | Date de création | Actionnaires |
| ---- | --- | ---------------- | ------------ |
|      | Radyo 1 Radio généraliste nationale                                                                                            | 9 mai 1927       | 100 % TRT    |
|      | TRT FM Radio généraliste nationale consacrée aux actualités, à la culture et aux musiques turques et étrangères                | 1er mai 1964     | 100 % TRT    |
|      | Radyo 3 Radio thématique nationale consacrée à la musique classique, au jazz, aux musiques du monde et à la pop-rock étrangère | 9 septembre 1974 | 100 % TRT    |
|      | TRT Kurdî Radyo Radio thématique nationale diffusée en langue kurde                                                            | 1er mai 2009     | 100 % TRT    |
|      | Memleketim FM Radio thématique nationale à destination de la diaspora turque résidant en Europe.                               | 2015             | 100 % TRT    |
|      | TRT Nağme Radio thématique nationale consacréée à la musique classique turque                                                  | 6 mai 2009       | 100 % TRT    |
|      | TRT Radyo Haber Radio thématique nationale d'informations en continu                                                           | 2010             | 100 % TRT    |
|      | TRT Türkü Radio thématique nationale consacrée à la musique folklorique turque                                                 | 1er juillet 2009 | 100 % TRT    |
|      | Voix de la Turquie Radio généraliste internationale                                                                            | 28 octobre 1938  | 100 % TRT    |

## Ligne éditoriale
Pour le journal Marianne, TRT World, propriété du gouvernement de la Turquie, a pour vocation de diffuser la vision du monde turque. Elle serait régulièrement critiquée pour sa bienveillance à l'égard de Recep Tayyip Erdogan.
En 5 avril 2022, TRT lance une version francophone, pour l'instant uniquement disponible via les différents réseaux sociaux, et le lancement d'un site internet en français.